# Frederik Bøgh (forfatter)
 Der er flere personer med dette navn, se Frederik Bøgh.
Matthias Frederik Georg Bøgh (født 4. november 1836 i Skamstrup Præstegård, død 31. januar 1882 på Frederiksberg) var en dansk forfatter og anmelder ved Berlingske Tidende.
Han var søn af sognepræst til Skamstrup og Frydendal (senere sognepræst i Gamtofte og provst i Båg Herred) Nicolaj Seidelin Bøgh (1805-1880) og Charlotte Bøgh, født Dons (1816-1888), datter af forfatteren Poul Dons. Han var bror til forfatteren Nicolaj Bøgh og til godsinspektør Otto Bøgh. I 1870 blev han gift med sin halvkusine Elisa (Anna Elisabeth) Plum (1836-1910), som var datter af sognepræst Niels Munk Plum (1803-1865) og hustru Charlotte Elisabeth Plum, født Blædel (1811-1893).
Frederik Bøgh fik sin skolegang i København fra 1846 i Borgerdydskolen i København, hvor han boede hos sin onkel, sognepræst ved Garnisons Kirke Nicolai Gottlieb Blædel. Han dimitterede privat 1857 og blev cand.jur. 1866. 
I 1861 udgav Frederik Bøgh Valkyrien. Et nordisk Digt i tyve Sange, som vakte stor opmærksomhed og blev opfattet som en meget vellykket efterklang af Oehlenschlägers digtning. Ikke mindst H.C. Andersen var meget begejstret for bogen og havde store forventninger til Bøghs videre forfatterskab. Disse forventninger blev dog langtfra indfriet, og Bøgh fik primært trykt forskellige smådigte (ofte anonymt) samt litteraturanmeldelser til Berlingske Tidende, hvor han fra 1868 var medarbejder. 
Bøgh var en aktiv del af det kulturelle miljø i København og plejede hyppig omgang med en række forfattere og kunstnere. Af den ældre generation var det, udover H.C. Andersen, blandt andre kunstnerægteparret Elisabeth og Jens Adolf Jerichau, som han kendte fra sin onkel og tante, Blædels hjem. 
Desuden var han i sine tidlige studieår et meget skattet medlem af en kreds af jævnaldrende æsteter i Klubben af 8. maj, som omfattede forfatteren Frederik Algreen-Ussing (klubbens stifter og en slags formand for den), forfatteren Vilhelm Bergsøe, senere kultusminister Jacob Scavenius, senere redaktør Carl Carstensen samt senere kontorchef og teateranmelder Carl Dreboldt. 
Vilhelm Bergsøe brugte Frederik Bøgh som model for hovedpersonen Frederik From i sin mest kendte roman Fra Piazza del Popolo (1866). Romanens portræt af Frederik Bøgh er uhyre sympatisk, modsat portrættet af Frederik Algreen-Ussing, som optræder som den skurkagtige skikkelse Brandt. 
Forholdet til flere af disse personer kølnedes efterhånden, blandt andet kom Bøgh ud i en strid med Bergsøe om, hvem der havde skrevet et meget rost digt om Frederiksborg Slot efter branden i 1859, som blev trykt anonymt. Efter alt at dømme var Bøgh dog den virkelige forfatter og manuskriptet findes blandt hans efterladte papirer. 
Andre venskaber forblev intakte, blandt andet venskabet med maleren Carl Bloch, som sammen med sine brødre William, Emil og Oscar Bloch også plejede nær omgang med hans bror Nicolaj og flere gange var med på ferieophold hos deres forældre i præstegården i Gamtofte. Af disse brødre var Frederik Bøgh nærmest knyttet til Carl Bloch, som også har portrætteret vennen flere gange.
I begyndelsen af 1870'erne blev Frederik Bøgh syg og led sine sidste omkring 10 år stærkt af, hvad der senere – på grundlag af hustruen Elisa Bøghs levnedsskildring af ham – er blevet diagnosticeret som dissemineret sklerose. Sygdommen gjorde ham efter få års forløb ude af stand til at gå på gaden og resulterede også i, at han ikke selv kunne skrive mere, men måtte diktere til sin hustru. 
Han blev begravet på Frederiksberg Ældre Kirkegård. Gravstedet er sløjfet.